# Neuharlingersiel
Neuharlingersiel est une commune allemande de l'arrondissement de Wittmund, Land de Basse-Saxe.

## Géographie
La commune se situe dans le Harlingerland, en Frise orientale, le long de la mer du Nord. La bande côtière fait partie du parc national de la Mer des Wadden de Basse-Saxe.
Elle comprend les quartiers d'Altharlingersiel, Neuharlingersiel, Ostbense et Seriem. Seriem se rapproche de Neuharlingersiel en 1968, les deux autres en 1972.
| Langeoog | Mer du Nord      | Spiekeroog |
| Esens    | Neuharlingersiel | Wittmund   |
| Esens    | Stedesdorf       | Werdum     |

Depuis 1792, un service régulier est assuré dans le port de Neuharlingersiel pour rejoindre l'île de Spiekeroog.

## Histoire
Neuharlingersiel est mentionné pour la première fois en 1693. Son territoire est gagné grâce à une digue contre la Harlebucht (de) tandis que celui de Altharlingersiel l'est par une écluse ("Siel" en allemand). Depuis ce temps, Neuharlingersiel est un port de pêche en haute mer.
Neuharlingersiel est classé station balnéaire depuis 1979.

## Culture
Le téléfilm pour enfants Der Seehund von Sanderoog (de) est tourné en 2006.
La série de la ZDF Doktor Martin (de) conserve le nom de la commune. La première saison est diffusée en juillet 2007, la seconde saison en juillet 2009.

## Personnalités liées à la commune
- Franz August Mammen (de) (1813-1888), homme d'affaires et politique libéral.

## Source, notes et références
- (de) Cet article est partiellement ou en totalité issu de l’article de Wikipédia en allemand intitulé « Neuharlingersiel » (voir la liste des auteurs).